# ポール・ウェクスラー (俳優)
ポール・ウェクスラー（Paul Wexler、1929年5月23日 - 1979年11月21日）は、アメリカ合衆国の俳優。

## 出演作品
- ドクサベージの大冒険
- 熱砂の風雲児
- 三人の狙撃者（スリム・アダムス）